# منتخب إيطاليا لكأس فيد
منتخب إيطاليا لكأس فيد (بالإيطالية: Squadra italiana di Fed Cup)‏ هو ممثل إيطاليا الرسمي في كرة المضرب في كأس فيد.